# Де Глен, Джейн
Джейн де Глен (англ. Jane Erin Emmet de Glehn, в девичестве — Jane Erin Emmet; 1873—1961) — американская художница.

## Биография
Родилась в 1873 году в городе Нью-Рошелл, штат Нью-Йорк, в семье купца Уильяма Эммета (англ. William Jenkins Emmet) и иллюстратора Джулии Пирсон и была самым младшим ребёнком из десяти братьев и сестер.
Обучение живописи начала в Лиге студентов-художников Нью-Йорка у Уильяма Макмонниса. Затем путешествовала по Европе, знакомилась с работами известных художников и продолжала учёбу. В отличие от своей сестры Лидии Эммет, Джейн не была столь плодовитой художницей, но её работы тоже показывались на выставках. В 1930-х и 1940-х годах она имела собственную студию в Нью-Йорке. После смерти мужа в 1951 году, Джейн Эммет выполнила ряд портретов своих родственников и ближайшего окружения.
Умерла 20 февраля 1961 года в Нью-Йорке.

### Личная жизнь

Джейн и Вилфрид де Глен во время свадьбы, 1904 год

Вернувшись из путешествия по Европе в Америку, Джейн Эммет в 1904 году познакомилась и вышла замуж за известного английского художника-импрессиониста Уилфрида де Глена. Медовый месяц молодожены провели в Корнуолле, Англия, затем отдыхали в Париже и Венеции и приобрели дом в Лондоне. В Англии Джейн де Глен продолжала писать и выставлять свои работы в Королевской академии художеств, в New English Art Club и Royal Hibernian Academy. Супруги были друзьями и частыми попутчиками американского художника Джона Сарджента, с которым Джейн познакомилась в 1890 году в обществе танцовщицы Карменситы (англ. Carmencita). Между 1905—1915 годами трио художников часто писали портреты друг друга во время путешествия по Европе.
В январе 1915 года Джейн и Уилфрид были зачислены в штат британского госпиталя во Франции — Hôpital Temporaire d’Arc-en-Barrois, департамент Верхняя Марна. По возвращении в следующем году в Англию, Уилфрид был мобилизован в действующую армию и отправлен на фронт в Италию, куда уехал вместе с женой. После войны они вернулись в Англию и в течение следующего десятилетия проводили лето в Корнуолле, а зиму — во Франции. Детей у них не было.